# Гуринович, Анатолий Емельянович
Анато́лий Емелья́нович Гурино́вич (бел. Анатоль Емельянавіч Гурыновіч; 9 сентября 1924 — 9 апреля 1999) — советский дипломат. Чрезвычайный и полномочный посол (1968).

## Биография
Родился 9 сентября 1924 года в деревне Слатвин Червенского района.
- В годы Великой Отечественной войны участвовал в партизанском движении в Беларуси.
- В 1949 году — окончил Белорусский государственный институт народного хозяйства
- В 1951 году — окончил Высшую дипломатическую школу МИД СССР.
- С 1951 года — помощник заведующего политическим отделом Министерства иностранных дел БССР.
- В 1957—1961 годах — секретарь Постоянного представительства СССР при ООН в г. Нью-Йорке.
- С 6 сентября 1961 по 14 мая 1966 года — заместитель министра иностранных дел Белорусской ССР.
- С 14 мая 1966 по 17 июля 1990 года — министр иностранных дел Белорусской ССР.
- В 1967—1990 годах — депутат Верховного Совета БССР.
- С 1971 года — член ЦК КП Беларуси.
- С 29 декабря 1997 года — посол по особым поручениям Министерства иностранных дел Республики Беларусь.

## Награды
- Орден Отечественной войны II степени (11 марта 1985)
- 3 ордена Трудового Красного Знамени (31 декабря 1966; 22 октября 1971; 7 сентября 1984)
- Орден Дружбы народов (11 сентября 1974)
- Медаль «Партизану Отечественной войны» I степени
- Другие медали

## Память
- Имя Гуриновича А. Е. присвоено средней школе в Пережир Пуховичского района Минской области[1].
- Музей истории имени Гуриновича А.Е. в Пережир Пуховичского района Минской области.
- Имя министра иностранных дел БССР (1966—1990) Анатолия Гуриновича присвоено одной из улиц в Минске — рус. «улица Анато́лия Гурино́вича» (бел. «вуліца Анато́ля Гурыно́віча»)[2].